# 冠飾角龍類
冠飾角龍類（学名：Coronosauria），是角龍下目的一個演化支，生存於白堊紀晚期，分布於現今的北美洲與東亞。冠飾角龍類與閻王角龍、黎明角龍、古角龍、遼寧角龍等物種，組成新角龍類。

## 特徵
冠飾角龍類的頭盾非常大，約佔頭骨長度的一半以上。前三節頸椎固定成單一個，可用來支撐大型的頭部。喙骨與前齒骨形成狹窄的喙狀嘴。頂骨與鱗狀骨構成大型頭盾。 

## 分類
冠飾角龍類是由保羅·塞里諾在1986年提出，範圍是恐怖三角龍與安氏原角龍的最近共同祖先，與其最近共同祖先的所有後代。
依照這個定義，冠飾角龍類包含纖角龍科、原角龍科、角龍科。但其內部分類仍有爭議，根據不同的研究，纖角龍科比原角龍科原始，或是原角龍科比纖角龍科原始。

## 外部連結
- 冠飾角龍類的分類歷史 （页面存档备份，存于）